# Lenola
Lenola is een gemeente in de Italiaanse provincie Latina (regio Latium) en telt 4130 inwoners (31-12-2004). De oppervlakte bedraagt 45,7 km², de bevolkingsdichtheid is 92 inwoners per km².
De volgende frazioni maken deel uit van de gemeente: Camposerianni, Passignano, Valle S.Bernardo, Liverani.

## Demografie
Lenola telt ongeveer 1421 huishoudens. Het aantal inwoners steeg in de periode 1991-2001 met 1,1% volgens cijfers uit de tienjaarlijkse volkstellingen van ISTAT.
| Jaar | Inwoneraantal |
| ---- | ------------- |
| 1991 | 4087          |
| 2001 | 4131          |

## Geografie
De gemeente ligt op ongeveer 425 m boven zeeniveau.
Lenola grenst aan de volgende gemeenten: Campodimele, Castro dei Volsci (FR), Fondi, Pastena (FR), Pico (FR), Vallecorsa (FR).

## Bekende inwoners

### Geboren
- Pietro Ingrao (1915-2015), politicus

### Woonachtig
- Tommaso Pasquale Gizzi (1787-1849), kardinaal